# 小林正興 (運輸官僚)
小林 正興（こばやし まさおき、1922年11月13日 - 2002年9月9日）は、日本の運輸官僚。運輸省自動車局長を経て、日本地下鉄協会理事長などを務めた。

## 人物・経歴
1945年東京商科大学（現一橋大学）卒業。1959年運輸審議会審理官。1960年運輸省鉄道監督局国有鉄道部業務課長。1963年運輸省観光局計画課長。1964年運輸省自動車局総務課長。1966年運輸省大臣官房政策課長。同年仙台陸運局長。1968年東京陸運局長。1970年運輸省自動車局業務部長。
1972年運輸省自動車局長。1973年退官、日本国有鉄道常務理事。1979年運輸審議会委員。1985年日本国有鉄道監査委員会委員。1987年日本地下鉄協会理事長。1989年全国道路標識・標示業協会会長。全国自動車標板協議会会長、陸運賛助会理事長、陸運賛助会会長、自動車事故被害者援護財団理事なども歴任した。1993年勲二等瑞宝章受章。2002年叙正四位。